# Negrilești (okręg Teleorman)
Negrilești – wieś w Rumunii, w okręgu Teleorman, w gminie Scurtu Mare. W 2011 roku liczyła 233 mieszkańców.